# Mantequilla clarificada

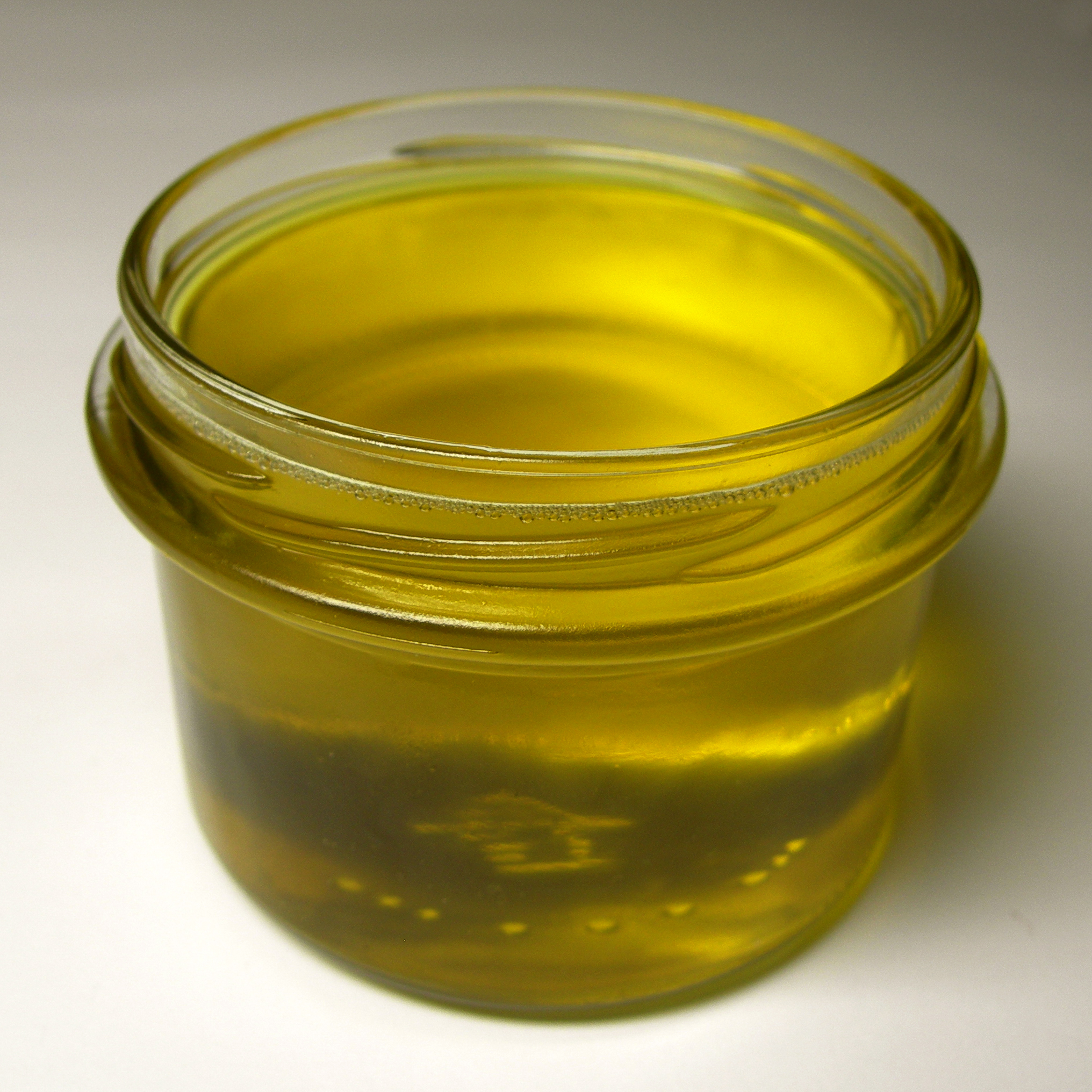
Mantequilla clarificada recién hecha, todavía líquida.

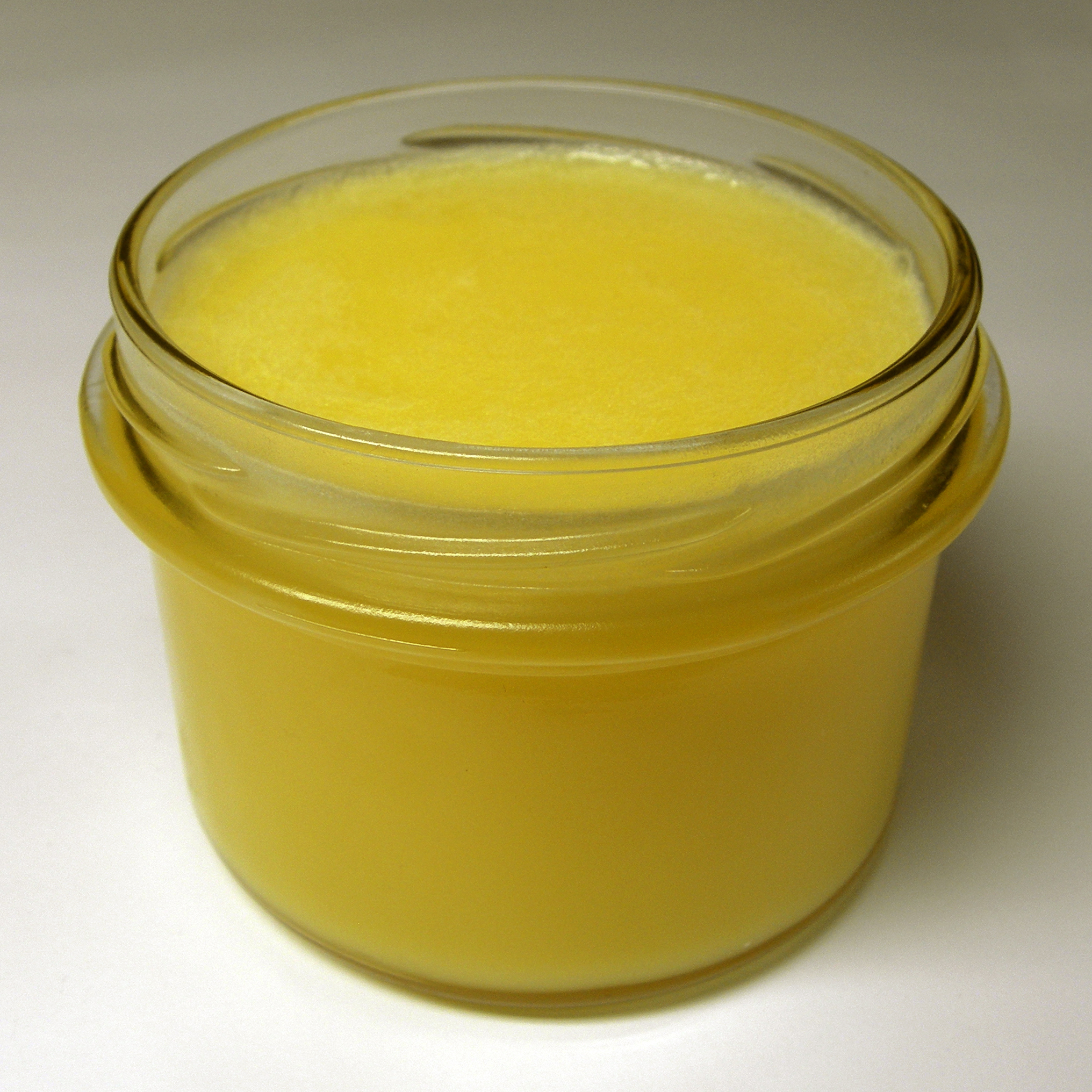
Mantequilla clarificada a temperatura ambiente.

La mantequilla clarificada es una grasa láctea anhidra procesada de la mantequilla para separar los sólidos lácteos y el agua de la grasa butírica.
Por lo general se produce derritiendo mantequilla y dejando que los diferentes componentes se separen por densidad. El agua se evapora, algunos sólidos flotan en la superficie y son espumados, y el resto de los sólidos lácteos se hunden hasta el fondo y se quedan atrás cuando la grasa de la mantequilla (que entonces está arriba) se vacía.

## Preparación
En Oriente, el ghi se elabora friendo lentamente mantequilla de vaca (preferiblemente sin sal) en una olla o sartén, hasta que se evapora toda el agua y su proteína se decanta hasta el fondo. Entonces se vierte la mantequilla frita en otro recipiente, teniendo cuidado de no remover los sólidos de la leche que se encuentran en el fondo de la sartén. Este método de preparación del ghi le da un ligero aroma a nuez, que no posee el ghi occidental (que se prepara por centrifugado de mantequilla licuada, y por lo tanto no tiene tanta cantidad de grasas saturadas).
Los métodos comerciales de producción incluyen también la evaporación directa, pero también puede lograrse por decantación y centrifugación seguidas de secado al vacío, o directamente de la nata por desemulsificación seguida de centrifugación.
En el norte de la India, los sólidos lácteos son una delicia comida con diversos panes sin levadura. En idioma hindí, los sólidos lácteos se llaman mejrán.
Es importante que para su elaboración se emplee mantequilla láctea, nunca se debe emplear margarina.

## Propiedades

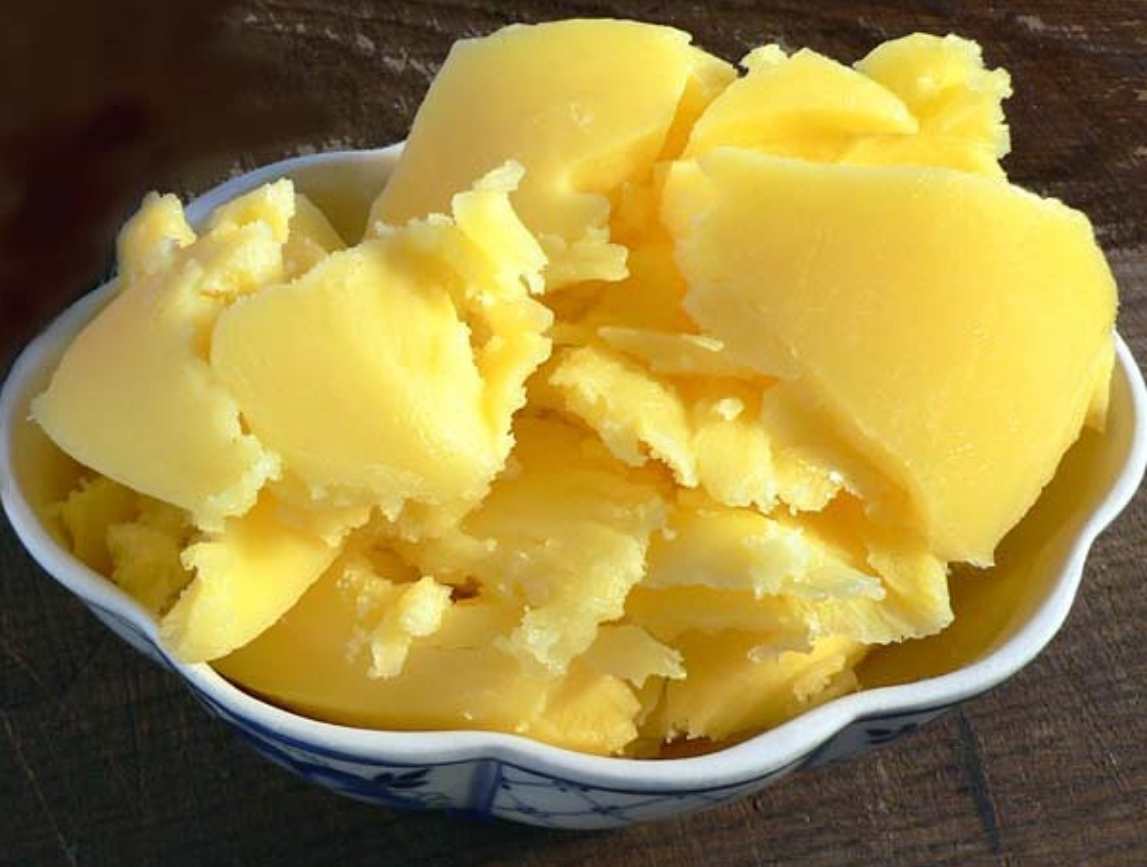
Mantequilla clarificada hecho en Buriatia, Siberia

La mantequilla clarificada tiene un punto de humeo más alto que la mantequilla normal, siendo por tanto preferida en algunas aplicaciones culinarias, tales como el salteado. La mantequilla clarificada también tiene una vida útil mucho más larga que la mantequilla fresca.
En clima cálido se mantiene líquido, y en bajas temperaturas se solidifica; para su conservación se puede guardar indefinidamente en el refrigerador (algunos recomiendan nunca refrigerarlo), pero también se puede almacenar en un lugar fresco, donde se mantendrá en perfectas condiciones mientras no sufra cambios fuertes de temperatura o contaminación por la presencia de restos de comida.

## Análisis
Según la antigua medicina hinduista aiurveda el ghi es un excelente alimento y funciona como un medicamento.
100 gramos de ghi contienen 99,8 g de grasa de mantequilla (de la cual  65,8 g son grasas saturadas, 29 g son grasas monoinsaturadas y 4,6 g de grasas poliinsaturadas). El resto es colesterol (0,278 g) y agua (0,1 g).
Los comerciantes de productos naturistas sostienen que el ghi ha sido utilizado durante miles de años debido a sus muchos valores saludables.
Sin embargo, algunos estudios científicos occidentales encuentran relación entre el consumo moderado de ghi y el incremento de enfermedad de las arterias coronarias.
A diferencia de los aceites de origen vegetal (almendra, maíz, oliva, mostaza, soja...), que no tienen colesterol, una cucharada de ghi contiene unos 39 mg.

## Variantes regionales
En Oriente Medio se le llama samna y en el sur de Asia, ghi.
La mantequilla se cuece el tiempo suficiente para evaporar la parte de agua y caramelizar los sólidos lácteos (que luego se filtran), resultando en un sabor a nuez. En la cocina francesa se llama beurre noisette (traducido libremente como ‘mantequilla avellana’) o beurre brun (‘mantequilla morena’).

## Uso culinario
En India, Pakistán y Bangladés, el ghi para uso culinario se prepara igualmente con mantequilla de vaca o de búfala (para el uso religioso está prohibido cualquier producto de búfala, porque se dice que pertenece a la familia de los cerdos, que es un animal prohibido).
Se puede comprar en recipientes metálicos y su precio es mucho más alto que el de la mantequilla.
A diferencia de la mantequilla (que se rancia con el tiempo), si el ghi se guarda en un recipiente hermético (para prevenir la oxidación) se puede almacenar por más de un año sin refrigeración.
También a diferencia de la mantequilla, el ghi se puede recalentar hasta su punto de humo (205 °C) sin decolorarse ni desarrollar sabor a quemado, haciéndolo adecuado para el fritado profundo. De hecho, hasta que el aceite vegetal refinado se volvió popular en la India, el ghi era el ingrediente principal en todos los alimentos.
Se puede comer untado sobre los chapatis (el pan de la India).
En Francia, se usa para realizar salsas clásicas como la bearnesa o la holandesa.

## Nombres y usos en diferentes países
- En Inglaterra, la mantequilla clarificada se utiliza en el proceso de conserva llamado potting, en la que los alimentos tales como la gamba y la liebre se conservan en tarros de mantequilla.
- En Francia, se conoce como beurre clarifié o beurre fondu.[9] Es un método de conservación antiguo usado principalmente en Normandía, también se usa para realizar salsas.
- En Brasil es conocida como manteiga de garrafa y aparece principalmente en la cocina del noreste del país.
- En Irán es conocida como ‘aceite amarillo’ y se utiliza en lugar de otros aceites.
- En los países árabes es conocida como samnah. Sustituye al aceite en frituras y salteados por su mejor sabor percibido.
- En las cocinas de Etiopía y Eritrea (especialmente en el macizo), la mantequilla clarificada se infunde con jengibre, ajo y varias especias, y es conocido como niter kibbeh en amhárico y tesmi en tigriña.
- En Pakistán es conocida como ghi, o más correctamente desi ghi. Se emplea como sustituto del vanaspati (aceite vegetal hidrogenado) y del aceite de cocina. Se utiliza para hacer dulces, conocidos localmente como methai y como combustible para lámparas llamadas diyas.
- En la India es conocida como ghi ―pronunciado /gi/, gui (no güí)― y se utiliza en lugar de otros aceites. Se emplea en ceremonias religiosas para encender lámparas y piras. Las ofrendas a los dioses se elaboran con ghi y los dulces hechos con ella se consideran un manjar. Según la medicina áiur-veda el ghi purifica los alimentos, especialmente el arroz. El término ghi proviene del hindi घी (ghī), el cual a su vez viene del sánscrito घृत (ghritá, pronunciado /jritá/), que literalmente significa ‘salpicado’. En inglés se escribe ghee (y se pronuncia /gi/, gui).
- En Uganda, entre las culturas ankole, se elabora con mantequilla clarificada un plato llamado eshabwe, una crema espumosa blanca que se come con alimentos sólidos y a veces se añade a la carne ahumada.

## Uso religioso
El ghi era utilizado frecuentemente para libaciones en los rituales védicos, basados principalmente en el Iáyur-veda (que no se debe confundir con el nombre de la medicina áiur-veda). Incluso existe un himno dedicado al ghi personificado como divinidad.
En la ceremonia hindú del árati (adoración a estatuas de Visnú u otros dioses), una de las ofrendas que se hacen al ícono es una lámpara con mechas (bolitas de algodón) empapadas en ghi y encendidas. (En inglés se llaman ghee wicks, ‘mechas de gui’). Se ofrecen a Dios haciendo ondas o círculos con la lámpara ante la estatua.
En las ceremonias de fuego (para invocar a los dioses) se hace una fogata en el interior del mandir (templo), donde se vierten cucharadas de ghi mientras los sacerdotes recitan mantras.
Se utiliza también como uno de los baños rituales a los ídolos (se usa agua, miel, ghi, yogur, leche, agua de rosas y jugos de fruta).
En otras observancias religiosas, como las oraciones dirigidas al dios Shivá (el día de Shiva-Ratri), el ghi se ofrece en sacrificio junto con otras cuatro sustancias sagradas: azúcar, leche, yogur y miel.
De acuerdo con el texto épico religioso Majábharata, el abuelo Bhismá decía que el ghi es la propia raíz de todo sacrificio.